# Fontaine de Baix
La fontaine de Baix est une fontaine située à Baix, en France.

## Localisation
La fontaine est située sur la commune de Baix, dans le département français de l'Ardèche.

## Historique
L'édifice est inscrit au titre des monuments historiques en 1984.